# Joza Turkalj
Joza Turkalj (Irig, 16. studenoga 1890. – Zagreb, 24. lipnja 1943.) je bio hrvatski kipar.
Rodio se u srijemskom mjestu Irigu. U Zagrebu je išao na akademiju. Predavači su mu bili Rudolf Valdec i Robert Frangeš Mihanović. 
Poslije je išao u Beč gdje je svoj umjetnički rad usavršavao kod Hansa Bitterlicha. Izrađivao je kipove. Najpoznatije mu je djelo koje je radio s Vanjom Radaušem. To je Spomenik borcima Prvoga svjetskog rata na Mirogoju u Zagrebu. Izrađivao je još nadgrobnu plastiku, medalje (športska tematika), spomenice i sl. Bavio se dekorativnim žanrom i primijenjenom umjetnosti. 
Tematski se bavio ženskim tijelom i aktovima. Izlagao samostalno i skupno, među ostalim na Proljetnom salonu. Neka djela su mu izložena u zagrebačkom Muzeju za umjetnost i obrt.

## Poznata djela
- Spomenik Palim hrvatskim vojnicima u Prvom svjetskom ratu 1914. – 1918.
- skulpture Četiri lava na Lavljem mostu u Zoološkom vrtu u Maksimiru[1]
- skulpture Egipćani u Zoološkom vrtu u Maksimiru[1]
- Ženski akt (Zagreb, Moderna galerija)[2]
- nadgrobni spomenik I. Jutriši
- nadgrobni spomenik B. Petroviću
- nadgrobni spomenik M. Steineru